# Articuno
Articuno és una de les espècies que apareixen a la franquícia Pokémon. És de tipus gel i volador. És una de les aus llegendàries de Pokémon, juntament amb Moltres i Zapdos. Es tracta d'un ocell gran, conegut per la seva capacitat de controlar el fred. Articuno és un dels molts dissenys ideats per Game Freak i rematats per Ken Sugimori per a Pokémon Red i Blue. El seu nom japonès va ser canviat en la localització anglesa perquè tingués un nom més «intel·ligent i descriptiu». El nom és una combinació de la paraula anglesa arctic ('àrtic') i el mot castellà uno ('u'). Articuno va aparèixer per primera vegada a Pokémon Red i Pokémon Blue i ha tornat a sortir a tots els jocs de la sèrie principal publicats des d'aleshores, en particular als remakes de Red i Blue, Pokémon FireRed i LeafGreen, Pokémon Platinum i Pokémon HeartGold i SoulSilver. Al videojoc Pokémon Go ha sigut el primer Pokémon llegendari a aparèixer, juntament amb Lugia; per aconseguir-lo, primer se l'ha de derrotar en una incursió de màxima dificultat i després intentar atrapar-lo amb PokéBall Màster.
El 2020 es descrigué una espècie d'escarabat australià que fou anomenada Binburrum articuno en honor d'aquest Pokémon. Els mateixos autors descrigueren B. zapdos i B. moltres, en referència als dos altres ocells llegendaris de Kanto.